# Claude de Besançon
Pour les articles homonymes, voir Claude et Besançon (homonymie).
Saint Claude, né à Salins (Jura) vers 607 et mort en 699 au monastère de Condat (auj. abbaye de Saint-Claude), est un évêque de Besançon, et un saint du VIIe siècle.

## Hagiographie

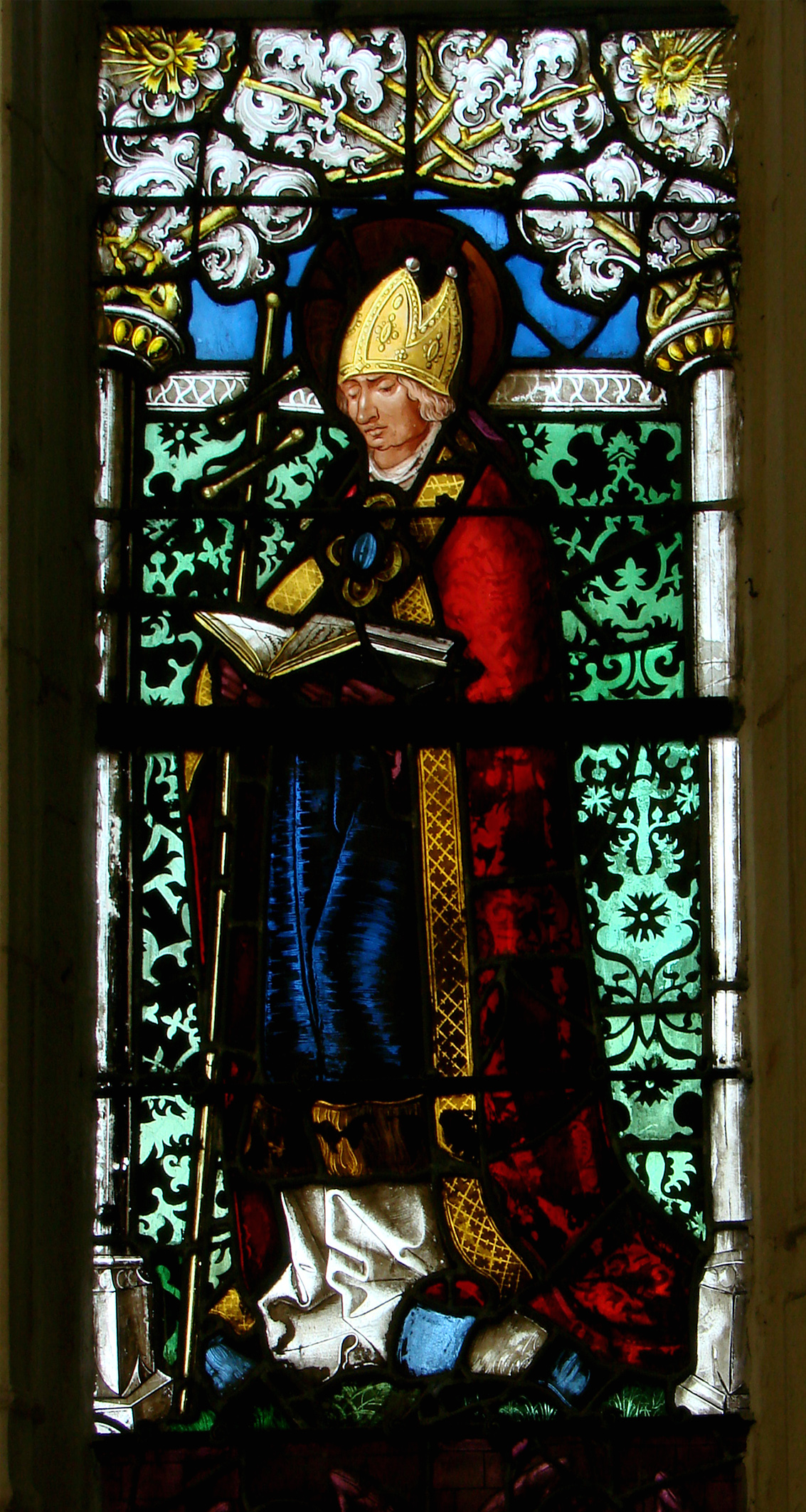
Claude de Besançon, basilique de Saint-Nicolas-de-Port (Meurthe-et-Moselle).

Selon la tradition, il est né à Salins, dans une illustre famille gallo-romaine.
D'abord militaire, il quitte l'armée vers l'âge de vingt ans pour devenir clerc à Besançon, puis moine au  monastère de Condat. Il s'y distingue par ses vertus et vers 650, est choisi comme abbé de la communauté.
À la mort de l'évêque de Besançon, il est choisi pour lui succéder et reste à cette fonction pendant sept ans, pendant lesquels il continue de mener une vie monacale très austère. Toutefois, constatant le relâchement dont font preuve certains des clercs de son diocèse, il renonce vers 693 à sa charge épiscopale et retourne dans son monastère, où il meurt vers 699.
Au XIIe siècle, son tombeau est ouvert et son corps est retrouvé incorrompu. Le monastère devient alors un grand lieu de pèlerinage, réputé pour de nombreux miracles. Sa renommée est telle que ses reliques sont exposées aux fidèles deux fois par jour, et que des visiteurs aussi connus que le roi Louis XI ou François de Sales viennent s'y recueillir.
En 1754, plusieurs docteurs en médecine examinent son corps et attestent de son état de conservation hors du commun.
Cependant, en 1794, les révolutionnaires s'emparent des reliques et les brûlent complètement, à l'exception de l'avant-bras gauche qui en réchappe.
On l'honore le 6 juin. Il est le saint patron des tourneurs sur bois, qui sont nombreux dans le Haut-Jura.
Ses restes ayant échappé à la destruction sont déposés dans un reliquaire conçu par l'orfèvre Goudji, dans la cathédrale Saint-Pierre-Saint-Paul-et-Saint-André de Saint-Claude.

## Source
Cet article comprend des extraits du Dictionnaire Bouillet. Il est possible de supprimer cette indication, si le texte reflète le savoir actuel sur ce thème, si les sources sont citées, s'il satisfait aux exigences linguistiques actuelles et s'il ne contient pas de propos qui vont à l'encontre des règles de neutralité de Wikipédia.